# Aposites niger
Aposites niger är en skalbaggsart som beskrevs av Blackburn 1892. Aposites niger ingår i släktet Aposites och familjen långhorningar. Inga underarter finns listade i Catalogue of Life.